# Sarcophaga distinguenda
Sarcophaga distinguenda är en tvåvingeart som först beskrevs av Camillo Rondani 1873.  Sarcophaga distinguenda ingår i släktet Sarcophaga och familjen köttflugor.
Artens utbredningsområde är Etiopien. Inga underarter finns listade i Catalogue of Life.